# Jan Abert
Jan Josef Abert (ur. 20 września 1832 w Kochovicach, zm. 1 kwietnia 1915 w Stuttgarcie) – czeski kompozytor, ojciec Hermanna.
Studia muzyczne rozpoczął w 1846 w konserwatorium w Pradze. Gry na kontrabasie uczył go Josef Hrabě, zaś kompozycji Jan Bedřich Kittl i Václav Tomášek. Po zakończeniu studiów rozpoczął w 1853 pracę jako kontrabasista w kapeli dworskiej w Stuttgarcie, gdzie w 1869 Karol Wirtemberski mianował go kapelmistrzem. Jan Abert odbywał podróże artystyczne m.in. do Paryża, gdzie poznał Rossiniego, oraz do Londynu. Z jego twórczości wyróżniają się: VI Symfonia „Liryczna” (VI Symfonia „Lyrička, 1890) i VII Symfonia „Poranna” (VII Symfonia „Jarní”, 1893), w których osiągnął charakterystyczny indywidualny styl, ponadto symfonia programowa Columbus (1864) oraz opery: Anna von Landskron (1858), Król Enzio (König Enzio, 1862), Astorga (1866), Die Almohaden (1890). Skomponował także liczne utwory kameralne i pieśni oraz kilka marszów i tryumf na użytek dworski.